# 로켓 축제

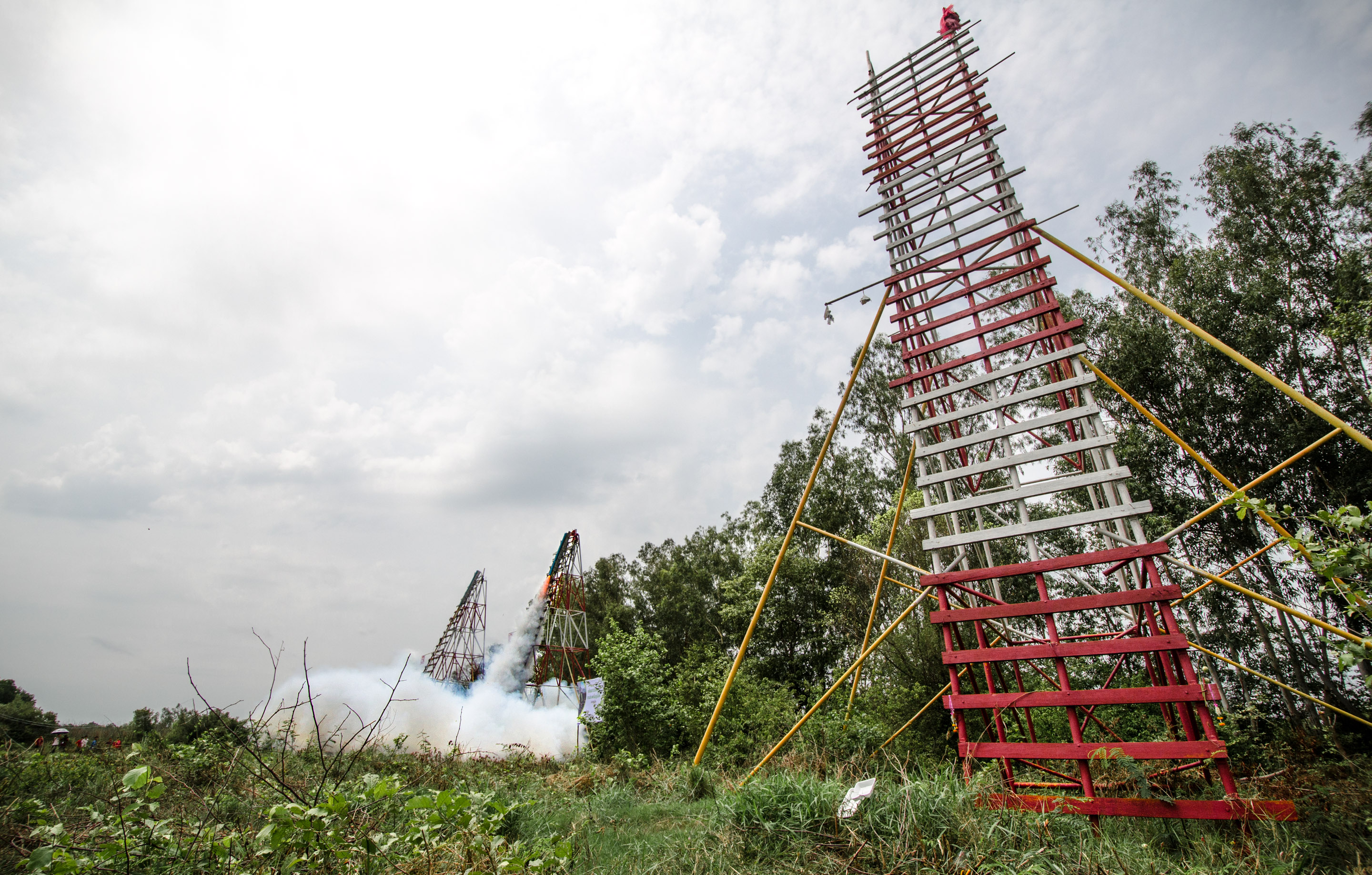

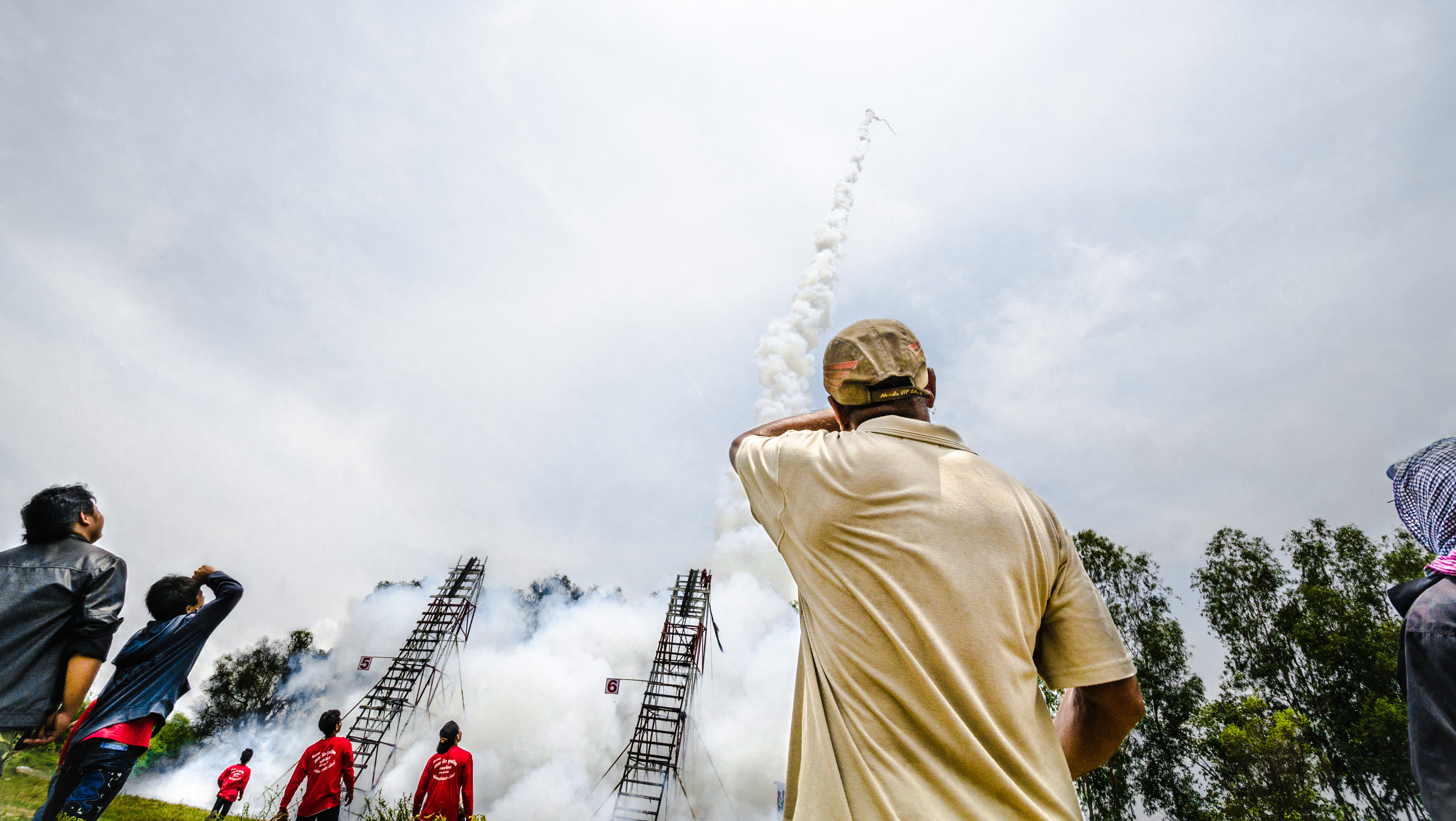

로켓 축제(태국어: ประเพณีบุญบั้งไฟ, 로마자 표기: Prapheni Bun Bang Fai, 라오어: ບຸນບັ້ງໄຟ, 로마자 표기: Bun Bang Fai, 분방파이, 방파이 축제)는 태국 북동부와 라오스의 여러 마을과 지방 자치 단체에서 우기 시작 무렵 라오인이 전통적으로 행하는 공덕 쌓기 의식이다. 이 축제는 일반적으로 음악과 춤 공연, 둘째 날에는 수레, 무용수, 음악가들의 경연 행렬, 셋째 날에는 직접 만든 로켓 발사 경연으로 구성된다. 지역 참가자와 후원자들은 동남아시아 전역의 전통 불교 민속 축제에서처럼 이 행사를 통해 사회적 위상을 드높인다.
분방파이는 라오스 전역에서 기념되지만, 가장 인기 있는 축제는 수도 비엔티안의 메콩강변에서 열렸다. 그러나 상당한 도시화와 안전 조치 덕분에 현재는 낙손, 나탐, 통망, 반컨, 파카눙 등 인근 마을에서 축제가 열리고 있다.
태국 축제에는 방파이(퍼레이드 댄스)와 5월 셋째 주 주말에 열리는 야소톤과 같은 아름다운 방파이 수레와 같은 특별 프로그램과 지역별 행사도 포함되어 있으며, 매년 음력 7월 보름달에는 수완나품 지역, 로이엣, 파놈프라이 지역에서 열린다. 방파이 축제는 태국 북동부 이산, 북부 태국, 라오스뿐만 아니라 암포 수키린, 나라티왓에서도 열린다.

## 같이 보기
- 흑색화약
- 선물 경제
- 나가